# Ambonus yucatanus
Ambonus yucatanus là một loài bọ cánh cứng trong họ Cerambycidae.